# Młodość Martina Bircka
Młodość Martina Bircka to minipowieść napisana w roku 1901 przez Hjalmara Söderberga. W Polsce książka ta została wydana w roku 2005 w tłumaczeniu Pawła Pollaka. Powieść składa się z trzech części przedstawiających odpowiednio okres dzieciństwa, młodości oraz wczesnej dojrzałości. Autor na tle sztokholmskich realiów końca XIX wieku przedstawia stopniowe dorastanie młodego człowieka. Utwór ma charakter autobiograficzny i przedstawia rzeczywiste doświadczenia autora.
W pierwszej części mamy do czynienia z Martinem Brickiem jako dzieckiem. Widzimy tutaj Martina, jak zbiera pierwsze doświadczenia na podwórku, w szkole, na ulicy, jak zaczyna stopniowo doświadczać upływ czasu. W drugiej części bohater musi się zmierzyć z problemami wynikającymi z pojawienia się seksualności w jego życiu, związanymi z koniecznością dokonania wyborów światopoglądowych (np. wiara w Boga, stosunek do życia) oraz życiowych (droga kariery). Młody Brick wybiera tutaj z jednej strony oportunistyczną ścieżkę kariery urzędniczej, która zapewniać mu będzie stabilne przetrwanie, jednak prawdziwym marzeniem jego staje się zyskanie pozycji renomowanego pisarza. Wybory dokonane przez Martina stawiają go w konflikcie z rodzicami. W trzeciej części Martin staje wobec problemów, jakie niesie ze sobą miłość. Autor przedstawia rozterki bohatera polegające na tym, że z jednej strony chciałby zapewnić swojej wybrance możliwość godnego życia i cywilizowanego rozwijania rodziny, a z drugiej strony nie ma materialnych środków, aby takie normalne życie sobie oraz jej zapewnić. Oboje są skazani na balansowanie na krawędzi katastrofy, choć robią tylko to, co jest naturalną konsekwencją uczucia.